# María Pina
María Pina es una jugadora española de baloncesto nacida en Valencia el 8 de agosto de 1987. Con 1.89 de estatura, juega en la posición de alero. Actualmente milita en el club Valencia Basket.
Miembro de la selección española de baloncesto que disputó el Campeonato Mundial de Baloncesto Femenino de 2006. Fue preseleccionada por Mingo Díaz para la fase de preparación del campeonato, y convocada posteriormente para cubrir la baja de Laura Camps, que se lesionó una rodilla durante el torneo previo al mundial.

## Trayectoria
- 2001-2005  Segle XXI. (Junior y Liga Femenina 2)
- 2005-2007  Estudiantes. Liga Femenina
- 2007-2008  Rivas Futura. Liga Femenina
- 2008-2009  Club Baloncesto San José. Liga Femenina
- 2009-2010  Real Club Celta Indepo. Liga Femenina
- 2010-2012  Mann Filter Zaragoza. Liga Femenina
- 2012-2014  Perfumerías Avenida Salamanca. Liga Femenina
- 2014-2016  CB Conquero. Liga Femenina[2] * (resciden su contrato el 9 de febrero, tras la disputa de la Copa de la Reina)[3]
- 2016  UF Angers Basket 49. Ligue Féminine de Basket
- 2016-2018  Gernika KESB. Liga Femenina[4]
- 2018-2021  Valencia Basket. Liga Femenina[5]
- 2021-actualidad Clarinos. Liga Femenina<ref>

- Liga Femenina (1): 2012/13.
- Copa de la Reina (2): 2013/14, 2015/16
- Supercopa de España (2): 2012, 2013.
- Eurocopa de baloncesto femenino 2019